# راسموس هانسون
راسموس هانسون (انگلیسی: Rasmus Hansson؛ زادهٔ ۴ سپتامبر ۱۹۵۴) سیاستمدار، و زیست‌شناس اهل نروژ است.